# Mogote

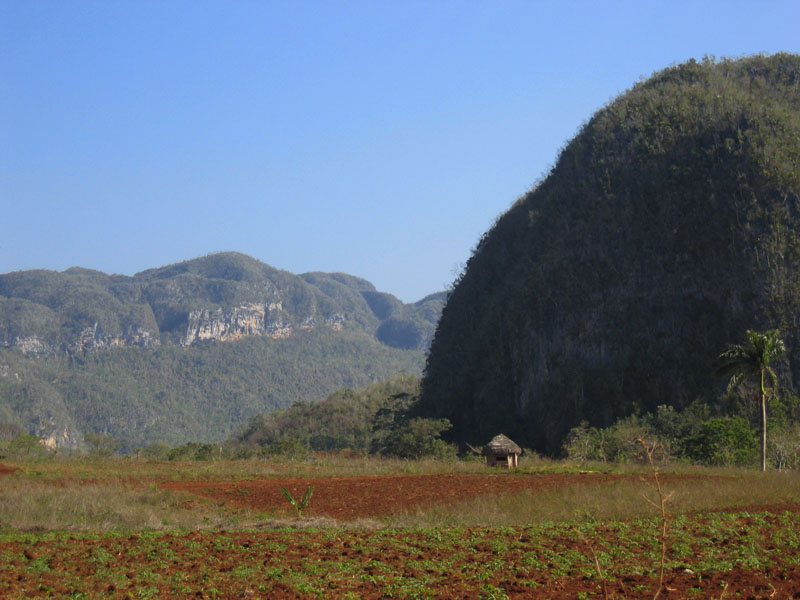
Mogote redondeado en forma de cúpula, en Valle de Viñales, en la provincia de Pinar del Río, Cuba.

Un mogote, en geomorfología, es una elevación del terreno, prominente y aislada. Se suele emplear el término mogote para describir los accidentes de ese tipo que se encuentran en El Caribe, en islas como República Dominicana, Cuba y Puerto Rico. Son elevaciones de roca caliza que generalmente aparecen en regiones de lluvias tropicales o subtropicales. Por extensión, de forma más imprecisa, es «cualquier elevación del terreno que recuerde la forma de un monte», y también un «montículo aislado, de forma cónica y rematado en punta roma» así como «montón de piedras». De hecho, se denominan mogotes a los montones de piedras con los que se señalan las rutas de excursionismo de montaña.

## Características
Los mogotes se caracterizan por su estructura redondeada, similar a la de una torre. La altura de estas torres es generalmente de menos de 25 metros y los diámetros varían entre 10 y 200 metros. La estructura de los mogotes es alargada con una orientación marcada a lo largo de un eje vertical. En los tipos de relieve kárstico, se consideran como «conos y torres kársticas tropicales». Los mogotes son remanentes de capas sedimentarias de piedra caliza erosionada. Estas capas se formaron originalmente en aguas poco profundas, y a continuación fueron dobladas y falladas durante ciclos orogénicos. Las elevaciones tectónicas llevaron las capas de piedra caliza a la superficie, donde fueron erosionadas por la lluvia, el viento y la energía del oleaje.

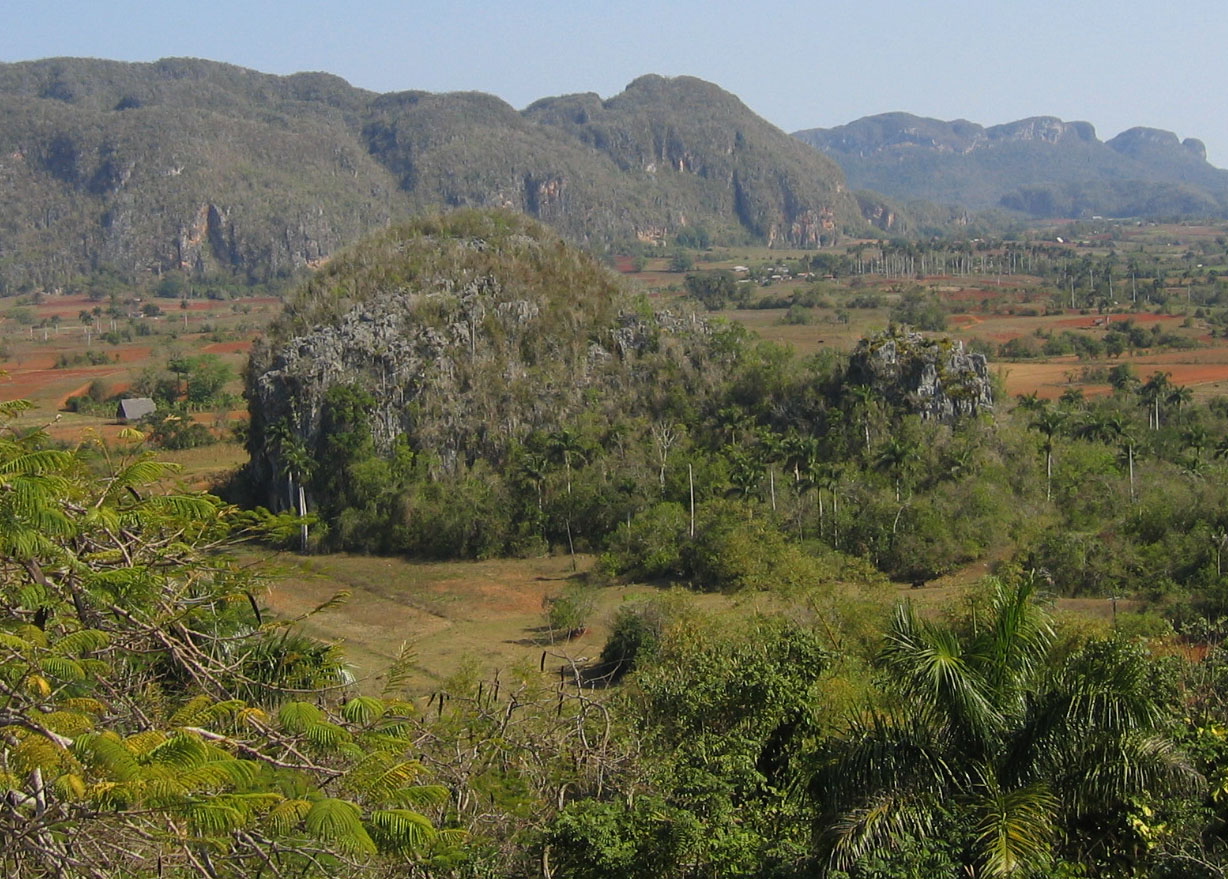
Dos mogotes, que muestran la forma redondeada típica, elevándose en un valle.
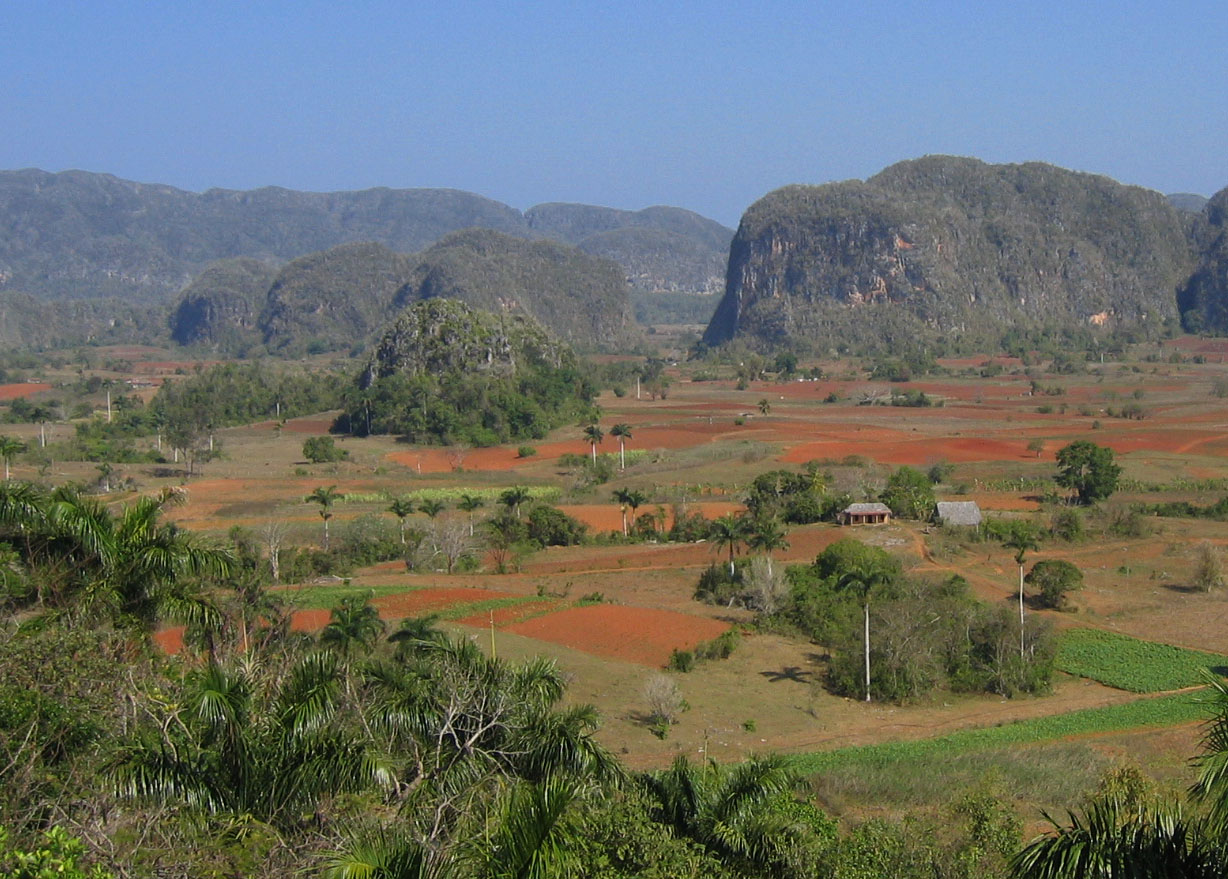
Vista de Valle de Viñales, en la provincia de Pinar del Río, Cuba.
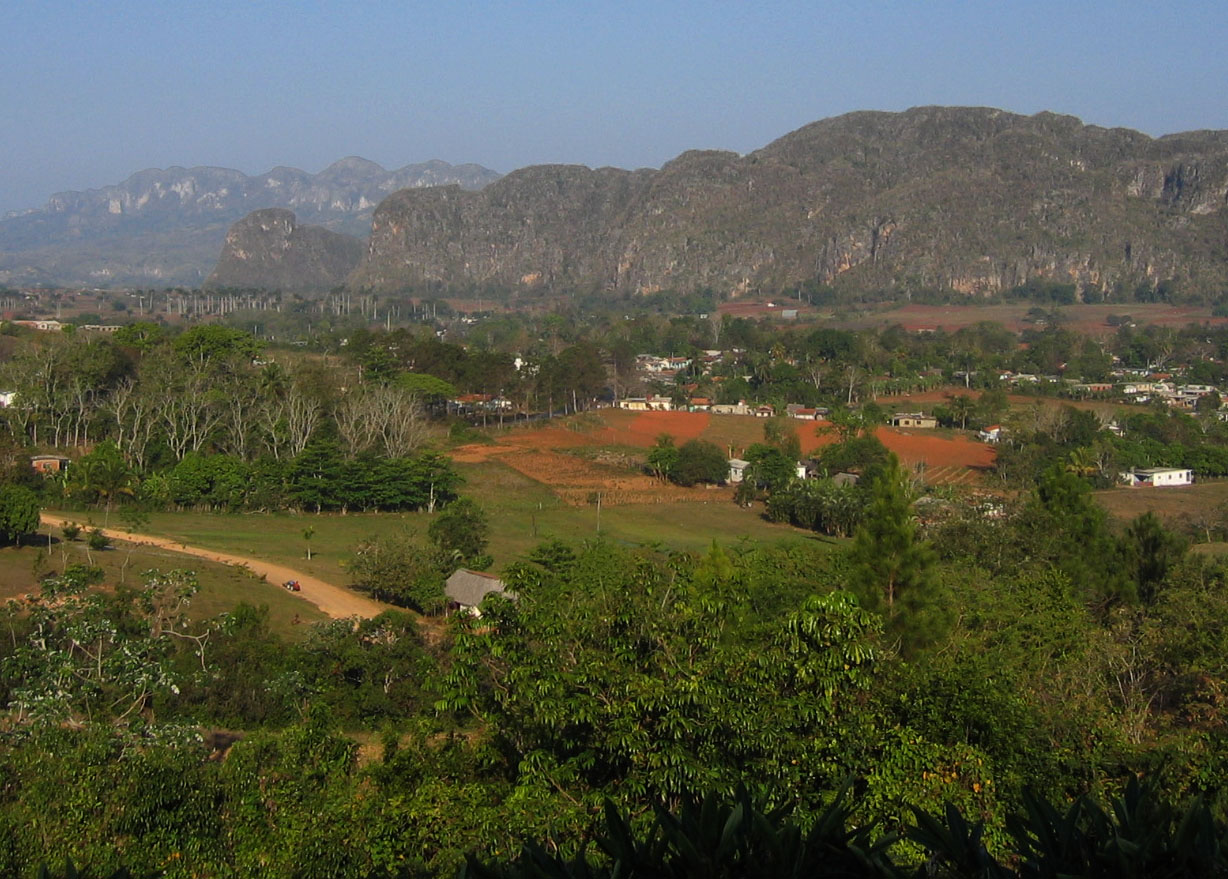
Vista oriental de los mogotes en Viñales.